# Bollonaster
Bollonaster is een geslacht van kamsterren uit de familie Astropectinidae.

## Soort
- Bollonaster pectinatus (Sladen, 1883)